# Saint-Jean-Kourtzerode
Saint-Jean-Kourtzerode är en kommun i departementet Moselle i regionen Grand Est (tidigare regionen Lorraine) i nordöstra Frankrike. Kommunen ligger i kantonen Phalsbourg som tillhör arrondissementet Sarrebourg. År 2022 hade Saint-Jean-Kourtzerode 674 invånare.

## Befolkningsutveckling
Antalet invånare i kommunen Saint-Jean-Kourtzerode
| Referens: INSEE |